# Alain Blondel
Pour les articles homonymes, voir Blondel et Alain Blondel (homonymie).
Alain Blondel (né le 7 décembre 1962 au Petit-Quevilly) est un athlète français spécialiste des épreuves combinées. Il fut le compagnon de l'ancienne athlète allemande Heike Drechsler.

## Carrière
Alain Blondel était connu pour ses grandes deuxièmes journées au décathlon. Lors de son titre européen à Helsinki en 1994, il franchit 5,40 m à la perche sous une pluie torrentielle. Il gère depuis la fin des années 90 la carrière sportive de nombreux athlètes français, mais aussi est occasionnellement consultant pour RTL et directeur de meetings et compétitions d'athlétisme.
Il intègre le Comité d'Organisation des Jeux Olympiques Paris 2024 en qualité de "sports managers". [4] https://www.francetvinfo.fr/les-jeux-olympiques/jo-2024/rencontre-avec-alain-blondel-sport-manager-de-paris-2024_5354386.html

## Palmarès
| Date | Compétition           | Lieu      | Résultat | Points    |
| ---- | --------------------- | --------- | -------- | --------- |
| 1987 | Championnats du monde | Rome      | 7e       | 8 178 pts |
| 1988 | Jeux olympiques       | Séoul     | 6e       | 8 268 pts |
| 1990 | Championnats d'Europe | Split     | 5e       | 8 216 pts |
| 1991 | Championnats du monde | Tokyo     | 13e      | 7 848 pts |
| 1992 | Jeux olympiques       | Barcelone | 15e      | 8 031 pts |
| 1993 | Championnats du monde | Stuttgart | 5e       | 8 444 pts |
| 1994 | Championnats d'Europe | Helsinki  | 1er      | 8 453 pts |

### Autres compétitions
- Coupe d'Europe d'Epreuves Combinées :
  -  Coupe d'Europe des épreuves combinées par équipes en 1993
  -  3e de la Coupe d'Europe des épreuves combinées individuelles en 1991 et 1993

- Championnats de France :
  -  Champion de France de décathlon en 1986 et 1992
  -  Champion de France de pentathlon en salle en 1987

## Records

### Records personnels
| Épreuve          | Performance   | Lieu                 | Date       |
| ---------------- | ------------- | -------------------- | ---------- |
| 100 mètres       | 10 s 89       | Talence              | 30/06/1989 |
| Longueur         | 7,53 m        | Talence              | 10/09/1994 |
| Poids            | 14,06 m       | Stuttgart            | 19/08/1993 |
| Hauteur          | 2,04 m        | Athis-Mons           | 12/07/1986 |
| 400 mètres       | 47 s 44       | Séoul                | 28/09/1988 |
| 110 mètres haies | 14 s 07       | Aix-les-Bains        | 08/08/1986 |
| Disque           | 47,28 m       | Sotteville lès Rouen | 21/04/1990 |
| Perche           | 5,40 m        | Helsinki             | 13/08/1994 |
| Javelot          | 66,52 m       | Bordeaux             | 08/05/1994 |
| 1500 mètres      | 4 min 04 s 76 | Sotteville lès Rouen | 01/09/1994 |
| Décathlon        | 8 453 pts     | Helsinki             | 13/08/1994 |